# William Kinnear
William Nicoll Duthie „Wally“ Kinnear (* 3. Dezember 1880 in Marykirk, Aberdeenshire; † 5. März 1974 in Leicester) war ein britischer Ruderer. Er gilt als einer der besten Ruderer in der Zeit vor dem Ersten Weltkrieg.
Kinnear zog 1902 von Zuhause aus, um eine Karriere bei Debenhams zu starten. Auf dem College lernte er das Rudern kennen und begeisterte sich dafür. Bei einer Reihe von Ruderwettbewerben auf dem Fluss Themse gewann er, zwischen 1903 und 1911 sogar ununterbrochen. Er nahm an den Olympischen Spielen 1912 in Stockholm teil und gewann die Goldmedaille im Einer. Später im Jahr gewann er zum dritten Mal das The Wingfield Sculls, einen englischen Ruderwettbewerb.
Während des Ersten Weltkriegs diente er bei der Royal Naval Air Service; anschließend wurde er Trainer verschiedener Ruderer. Am 12. März 2007 wurde Kinnear in die Scottish Sports Hall of Fame aufgenommen.